# Оценка качества ювелирных камней
Оценка качества ювелирных камней — процесс определения пригодности сырья для использования в ювелирном производстве. Ювелирными камнями в настоящее время принято называть все используемые в ювелирных целях камни.

## Критерии оценки огранённых ювелирных камней

### Масса и размеры
Масса и размеры влияют на ценообразование драгоценного камня. Как показывает практика торговли цветными ограненными камнями, чем больше масса драгоценного камня, тем выше цена за карат. Но если камень очень крупный — более 50 карат — то его цена может быть снижена, потому что продать такой камень сложнее из-за очень высокой цены, если только это не редкий драгоценный камень.
Нужно учитывать тот факт, что камни одной массы имеют разные размеры, так как удельный вес у них разный.
Некоторые драгоценные камни могут чаще иметь крупные размеры (сапфир), для других драгоценных камней масса более 5 кар чрезвычайно редка, поэтому они оцениваются дороже (рубин).

### Цвет ювелирного камня
Цвет является наиболее весомой частью, определяющей цену камня, — его доля составляет по различным прейскурантам от 40 % до 70 %. Камни очень темные, также как и светлые, имеют пониженную цену. Снижают ценность камня различные оттенки, ухудшающие основной цвет (например, желтизна в изумруде); напротив, изумруд с синеватым оттенком ценится выше. Оценка ювелирного камня по цвету производится путём сравнения с контрольным образцом цвета или с атласом цветов.

##### Зональность окраски
Распределение цвета, или зональность окраски, имеет важное значение при оценке цвета камня. Большое значение при назначении цены имеет то, насколько часто встречается тот или иной цвет драгоценного камня. Некоторые ювелирные камни, такие как рубины, сапфиры, аметисты, обладают плеохроизмом, то есть, меняют цветовой оттенок в зависимости от их ориентации по отношению к глазу. Если при огранке кристалл был ориентирован неправильно, то плеохроизм в ограненном камне ясно виден, что снижает его цену до 20 %.
Зональность (отклонение от однородного распределения окраски вставки по густоте, тону и цвету) классифицируют на следующие виды:
1) неоднородная по цвету и интенсивности окраска, при которой разные области и участки драгоценного камня окрашены с различной интенсивностью или в различные цвета, закономерно распределенные в массе камня.
2) неоднородная по цвету и по интенсивности окраска, неравномерно меняющаяся в драгоценном камне по всему его объёму или в отдельных его частях, участках и точках.

#### Технология оценки по цвету
Все ювелирные камни оцениваются по цвету следующим образом:
- наблюдение камня производится на белом фоне со стороны площадки в отраженном свете (проходящий свет использовать нельзя);
- в качестве стандартного светового источника принимается естественный свет или искусственный свет флюоресцентных ламп дневного света.

Окраску ограненной вставки характеризуют по цвету, соответствующему какой-либо части спектра. Цвет характеризуется тремя основными критериями: тон, оттенок, интенсивность.
Тон — мера темноты (в некоторых зарубежных прейскурантах тон выражается в процентах: от 0 % — бесцветный до 100 % — самый темный, непрозрачный; 60-80 % — оптимальный).
Оттенок — цветовая комбинация основного цвета камня (желто-зелёный, сине-зелёный и т. п.).
Интенсивность — насыщенность (яркость) цвета. Наиболее ценятся ювелирные камни с яркими, насыщенными цветами.

### Дефектностьювелирного камня
Дефектность (чистота) обработанного ювелирного камня является одной из важных характеристик, влияющих на цену. Доля чистоты, как характеристики, в общей цене камня колеблется от 30 % до 50 %. Абсолютно чистые, без внутренних пороков камни, встречаются редко, поэтому их цена высока. Обычно в камнях присутствуют пороки (дефекты) природного или искусственного происхождения в виде трещин, перьев, вуалей, газовых, жидкостных, твердофазных включений, и.т.п. Прозрачность характеризует влияние тех или иных факторов на проходимость света через драгоценный камень. Включения, расположенные близко друг к другу, и включения, имеющие различные контрастности необходимо рассматривать не как отдельные включения; в этом случае рекомендуется мысленно объединить площадь, занятую этими включениями, и оценивать, как комплекс включений.
Некоторые природные камни демонстрируют некоторую непрозрачность, которая обусловлена нарушением структуры минерала, люминесценцией и др. Непрозрачность оценивают отдельно, так как она влияет на блеск камня. В процессе оценки степени непрозрачности необходимо иметь эталон, обладающий высокой прозрачностью и соответственно блеском.

##### Оценка ограненных камней по дефектности
Оценка дефектности производится с помощью лупы 10Х — кратного увеличения или при помощи микроскопа.
При определении степени чистоты драгоценного камня учитывают:
- размер дефекта;
- количество присутствующих внутренних дефектов.
- контрастность включения;
- положение включения.

Непрозрачность ограненной вставки определяется по следующим показателям:
- невидимая;
- при сравнении явно видна, без сравнения не видна или видна с большим трудом;
- при сравнении достаточно хорошо видна, без сравнения видна с трудом;
- при сравнении легко видна, без сравнения достаточно легко видна;
- снижение блеска, легко видна даже без сравнения;
- резко выраженный матовый эффект, «молочный вид»;
- резко выраженный тусклый блеск, практическое отсутствие блеска.

В соответствии с результатами исследования дефектности ограненного камня, прозрачные вставки классифицируются в соответствии с группами качества:
- 1-я группа качества — камни, имеющие очень незначительные дефекты, слегка видимые при 10х увеличении, блеск и «игра» максимальные.
- 2-я группа качества — камни, имеющие включения, едва различимые невооруженным глазом через коронку, но легко различимые при 10х увеличении, расположенные в отдельных зонах, не уменьшающие блеск и «игру».
- 3-я группа качества — камни, имеющие включения, расположенные по всему объёму, легко различимые невооруженным глазом, частично уменьшающие блеск и «игру».
- 4-я группа качества — камни, имеющие большие и многочисленные включения, легко различимые невооруженным глазом, значительно уменьшающие блеск и «игру».
- 5-я группа качества — камни, полностью заполненные включениями, абсолютно уменьшающими блеск и «игру».

Полупрозрачные и непрозрачные камни оценивают при помощи лупы 10-кратного увеличения и различают следующие группы качества :
- 1-я группа качества — камни, на лицевой поверхности которых отсутствуют природные дефекты и/или неровности (волнистость), видимые невооруженным глазом.
- 2-я группа качества — камни, лицевая поверхность которых имеет единичные природные дефект и/или незначительную неровность (волнистость) с трудом видимые невооруженным глазом, не ухудшающие внешнего вида.
- 3-я группа качества — лицевая поверхность которых имеет несколько природных дефектов и/или значительную неровность (волнистость) легко видимые невооруженным глазом, ухудшающие внешний вид.

### Качество обработки
Качество обработки ювелирного камня, также как и предыдущие характеристики, влияет на его цену, но это влияние менее значительно. Скидка к прейскурантной цене на качество обработки составляет от 5 % до 50 %. Хорошая огранка наилучшим образом может представить цвет камня, тогда как плохая огранка может привести к тому, что драгоценный камень может смотреться слишком темным или слишком светлым. Драгоценные камни хорошего качества могут иметь заметные отклонения в пропорциях, обработке и форме.

### Формаи вид огранки
Форма и вид огранки драгоценного камня должны обеспечивать его внешнюю красоту, высокую степень игры и блеска. Форма граненого камня, определяемая формой плоскости рундиста (круг, овал, квадрат, прямоугольник и так далее), также влияет на цену камня (только для камней: бриллиантов, изумрудов, сапфиров, рубинов, александритов). Для этих камней существует базовая (традиционная) форма: для изумруда — изумрудная форма («октагон»), для сапфиров — овальная и так далее. Скидки и надбавки за форму указаны в прейскурантах.
У различных форм ограненных камней установились предпочтительные отношения длины и ширины. Необычные или сразу бросающиеся в глаза отношения менее предпочтительны, так как такие камни тяжело закрепить в стандартную оправу и они также могут нести в себе проблемы, связанные с долговечностью камня.

## Облагораживание ювелирных камней
Ювелирные камни в последнее время подвергаются искусственному изменению с целью улучшения качественных характеристик. Наиболее часто подвергаются обработке следующие ювелирные камни:
- янтарь, аквамарин, сапфир, рубин, цитрин, аметист, турмалин — термическая обработка;
- жёлтый сапфир, топаз, турмалин, кунцит — радиационная обработка;
- «залечивание трещин» (изумруд, рубин);
- лазерное сверление (бриллиант);
- промасливание (изумруд, жадеит, лазурит);
- нанесение окрашивающего покрытия (сапфир);
- обесцвечивание и окрашивание (агат, оникс, коралл).

Цена обработанного камня ниже, чем сравнимого с ним по качеству необлагороженного камня. Но насколько ниже — это зависит от рыночного спроса, доступности и стоимости обработки сырья.